# Dinastia Bahri
A dinastia Bahri (em árabe: المماليك البحرية - al-Mamalik al-Bahariyya) foi uma dinastia mameluca de origem majoritariamente turca de etnia quipchaca que governou o Egito de 1250 até 1382, quando foi suplantada pela dinastia Burji, outro grupo de mamelucos. Seu nome significa "do mar", provavelmente uma referência à sua terra natal na ilha de al-Rodah, no delta do Nilo (Bahr al-Nil), nas vizinhanças do Cairo, com base no castelo de al-Rodah, que foi construído pelo sultão aiúbida Sale Aiube.

## História

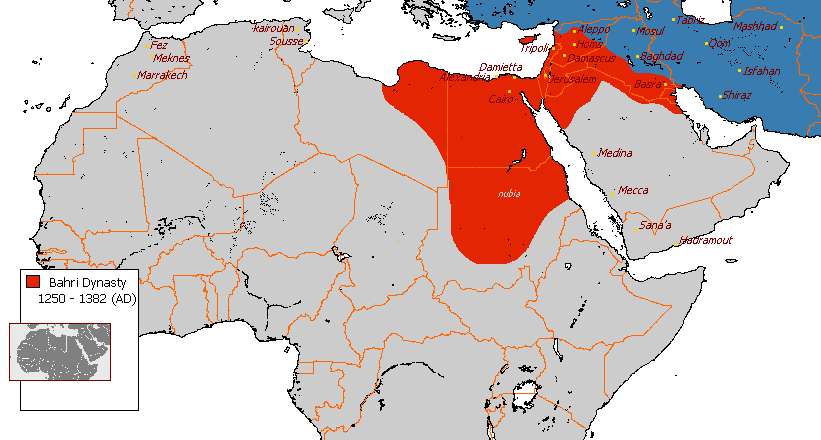
Mapa mostrando a extensão máxima do Sultanato Mameluco do Cairo sob a dinastia Bahri.

Os mamelucos fundaram um dos mais poderosos e ricos impérios de todos os tempos, que durou de 1250 até 1517. Em 1250, quando o sultão aiúbida Sale Aiube morreu, os mamelucos que ele detinha como seus escravos assassinaram seu filho e herdeiro, Turanshah, e a viúva de Sale, Shajar al-Durr, se tornou a sultana do Egito. Ela se casou com o atabegue (comandante-em-chefe) emir Aybak e abdicou, deixando como herança o sultanato para o marido, que reinou até 1257. Os mamelucos consolidaram seu poder em dez anos e acabaram fundando a dinastia Bahri, no que foram auxiliados pelo saque de Bagdá pelos mongóis em 1258, que efetivamente destruiu o Califado Abássida. A importância do Cairo aumentou e a cidade permaneceu como capital mameluca daí por diante.
Os mamelucos eram cavaleiros poderosos, misturando práticas dos povos da estepe turcos, de onde eles se originavam, com a sofisticação tecnológica e organizacional, além da habilidade na montaria, dos árabes. Em 1260, os mamelucos derrotaram um exército mongol na Batalha de Ain Jalut, onde hoje está Israel, e eventualmente forçaram os invasores a recuar até a região do atual Iraque. A derrota dos mongóis pelas mãos dos mamelucos reforçou a posição deles no Mediterrâneo meridional. Baibars, um dos líderes da batalha, se tornou o novo sultão após o assassinato do sultão Qutuz quando ele voltava pra casa.
Em 1250, Baibars foi um dos comandantes mamelucos que defenderam Almançora na Batalha de Almançora contra os cavaleiros cruzados de Luís IX da França, que foi definitivamente derrotado, capturado e - após o pagamento de um resgate - libertado. Baibars também participou da tomada do Egito. Em 1261, após ele ter se tornado sultão, ele fundou um califado abássida marionete no Cairo e os mamelucos combateram os resquícios dos estados cruzados na Palestina até que, finalmente, eles capturaram Acre em 1291. Muitos tártaros se mudaram para o Egito e lá foram empregados por Baibars. Ele derrotou novamente os mongóis na Batalha de Elbistão e enviou o califa abássida com apenas 250 homens numa tentativa de retomar Bagdá, sem sucesso. Em 1266, ele devastou a Armênia Cilícia e, dois anos depois, recapturou Antioquia dos cruzados. Além disso, ele lutou contra os turcos seljúcidas e os assassinos. Por fim, ele estendeu o domínio muçulmano até a Núbia pela primeira vez. Baibars morreu em 1277.
O sultão Qalawun derrotou uma revolta na Síria liderada por Suncur Alascar em 1280 e também derrotou outra invasão mongol em 1281, liderada por Abaqa em Homs. Depois de vencer a ameaça mongol, ele retomou Trípoli dos cruzados em 1289. Seu filho, Axerafe Calil, capturou Acre, a última cidade cruzada, em 1291.
Os mongóis invadiram novamente em 1299, mas foram novamente derrotados em 1303 na Batalha de Shaqhab. Os sultões mamelucos então iniciaram conversas com a Horda Dourada, que se converteu ao Islã, e firmaram um tratado de paz com os mongóis em 1322. 
O sultão Anácer Maomé se casou com uma princesa mongol em 1319. As suas relações diplomáticas eram mais abrangentes que as dos sultões anteriores e incluíam os búlgaros, indianos e abissínios, além do papa, o rei de Aragão e os reis da França.Anácer Maomé organizou, em 1311, a restauração do canal que ligava Alexandria com o Nilo. Em 1341, porém, ele morreu.
As constantes trocas de sultão que se seguiram levaram a uma grande desordem nas províncias. Enquanto isso, em 1349, o Egito e o Levante em geral sofreram as mazelas da Peste Negra, que, diz-se, arrebatou vida da maioria dos habitantes da região.
Em 1382, o último sultão bahri, Haji II, foi deposto e o sultanato foi tomado pelo emir circassiano Barcuque. Ele foi deposto em 1389, mas conseguiu retomar o poder em 1390, marcando o fim da dinastia Bahri e o início da dinastia Burji.

## Organização militar
De maneira geral, as forças militares mamelucas durante o período bahri podem ser divididas da seguinte forma:
1. Mamelucos: a base do poder político e militar, estes soldados escravos foram subdivididos entre os khassaki (comparáveis à uma guarda imperial), os mamelucos reais (que estavam diretamente sob o comando do sultão) e os mamelucos regulares (geralmente sob o comando dos emires).
2. Al-Halqa: as forças profissionais livres, que não estavam sob o comando do sultão.
3. Wafidiyya: eram os turcos e mongóis que migraram para o Sultanato após a invasão mongol, tipicamente recebendo doações de terras em troca de serviço militar, eram tropas tidas em grande estima.
4. Recrutadas: primordialmente tribos beduínas, mas que também podiam ser, de acordo com a situação, turcomanas ou árabes.